# Liste der denkmalgeschützten Objekte in Wien/Floridsdorf
Die Liste der denkmalgeschützten Objekte in Wien/Floridsdorf enthält die 70 denkmalgeschützten unbeweglichen Objekte des 21. Wiener Gemeindebezirks Floridsdorf.

## Denkmäler
| Foto |                 | Denkmal | Standort                                                                   | Beschreibung | Metadaten |
| ---- | --------------- | --- | -------------------------------------------------------------------------- | --- | --- |
| ja   | Datei hochladen | Wohnhausanlage der Gemeinde Wien HERIS-ID: 26416 Objekt-ID: 22889 Wiener Wohnen: 1477                             | Donaufelder Straße 44 Standort KG: Donaufeld                               | Dieser in schlichten, sachlichen Formen gestaltete, nur durch Loggien gegliederte Gemeindebau wurde 1930/31 von Walther Sobotka erbaut. | BDA-Hist.: Q37901718 Status: § 2a Stand der BDA-Liste: 2025-06-30 Name: Wohnhausanlage der Gemeinde Wien GstNr.: 400 Wohnhaus Donaufelderstr 44 |
| ja   | Datei hochladen | Kommunaler Wohnbau, Paul-Speiser-Hof HERIS-ID: 13779 Objekt-ID: 9990 Wiener Wohnen: 243                           | Freytaggasse 1 - 9 Standort KG: Donaufeld                                  | Diese vor ihrer Benennung 1948 inoffiziell als FAC-Bau bezeichnete Wohnhausanlage wurde 1929–1932 von Ernst Lichtblau, Karl Scheffel, Leopold Bauer und Hans Glaser in drei Teilen erbaut. Sie besteht aus drei autonomen Baukörpern. Der von Glaser und Scheffel stammende Teil mit polygonalen Erkern ist mehr der expressionistischen Tradition der Gemeindebauästhetik verpflichtet, während die Teile von Lichtblau bzw. Bauer mehr in Richtung Neue Sachlichkeit weisen. Anmerkung: Identadressen Bodenstedtgasse 2-4, Freytaggasse 2-14, Wedekindgasse 2-8 | BDA-Hist.: Q21130268 Status: § 2a Stand der BDA-Liste: 2025-06-30 Name: Wohnhausanlage der Gemeinde Wien, Paul-Speiser-Hof GstNr.: 572/1, 572/18 Paul-Speiser-Hof |
| ja   | Datei hochladen | Wohnhausanlage der Gemeinde Wien, Familienasyl hl. Anna HERIS-ID: 21860 Objekt-ID: 18185 Wiener Wohnen: 1461      | Fultonstraße 3 Standort KG: Donaufeld                                      | Identadresse Mühlschüttelgasse 55–57. Dieser Assanierungsbau stammt aus dem Jahr 1936 nach den Plänen des Architekten Engelbert Mang. Die Anlage in Form eines Vierkanthofes hat in der Mitte der Fassade einen als offene Fläche gestalteten Hofeingang, der durch risalitartige Baukörper flankiert wird. Auffälligstes Fassadendekor ist die Nut, die an die Ober- und Unterkanten der Fenster anschließt. Ein Wandbild von Fritz Zerritsch zeigt die heilige Anna. | BDA-Hist.: Q37865396 Status: § 2a Stand der BDA-Liste: 2025-06-30 Name: Wohnhausanlage der Gemeinde Wien, Familienasyl hl. Anna GstNr.: 785/1 Familienasyl hl.Anna |
| ja   | Datei hochladen | Wohnhausanlage der Gemeinde Wien HERIS-ID: 5922 Objekt-ID: 1796 Wiener Wohnen: 1468                               | Fultonstraße 5–11 Standort KG: Donaufeld                                   | Dieser Gemeindebau wurde 1930 von Hans und Adolf Paar errichtet. Es ist ein U-förmiger Bau, dessen markantestes Detail die Doppelbalkonreihen sind. | BDA-Hist.: Q37863955 Status: Bescheid Stand der BDA-Liste: 2025-06-30 Name: Wohnhausanlage der Gemeinde Wien GstNr.: 784/1 Wohnhaus Fultonstr 5 |
| ja   | Datei hochladen | Donaufelder Pfarrkirche hl. Leopold HERIS-ID: 25499 Objekt-ID: 21927                                              | Kinzerplatz Standort KG: Donaufeld                                         | Die neugotische Hallenkirche aus Backstein entstand 1905–1914 nach Plänen von Franz von Neumann. | BDA-Hist.: Q874156 Status: § 2a Stand der BDA-Liste: 2025-06-30 Name: Donaufelder Pfarrkirche hl. Leopold GstNr.: 497/12 St. Leopold Donaufeld |
| ja   | Datei hochladen | Wohnhausanlage, Bieler Hof HERIS-ID: 13416 Objekt-ID: 9599 Wiener Wohnen: 240                                     | Kinzerplatz 10–11 Standort KG: Donaufeld                                   | Dieser Bau wurde von 1926 bis 1927 nach Plänen von Adolf Stöckl errichtet. Die Anlage gehört zu den Gemeindebauten des „romantischen“ Typs: sie ist reich dekoriert und enthält Elemente wie von Erkern flankierte Loggien, hohe Spitzgiebel und kupferne Vordächer. Durchgehend ist die markante Gelb-Rot-Färbung. Der Gemeindebau erhielt seinen Namen im Jahr 1947 zu Ehren der Schweizer Stadt Biel, deren Einwohner nach dem Zweiten Weltkrieg eine großzügige Hilfsaktion für die Floridsdorfer Bevölkerung eingeleitet hatten. | BDA-Hist.: Q38177781 Status: Bescheid Stand der BDA-Liste: 2025-06-30 Name: Wohnhausanlage, Bieler Hof GstNr.: 460/2 Bieler Hof, Floridsdorf |
| ja   | Datei hochladen | Donaufelder Pfarrhof HERIS-ID: 13776 Objekt-ID: 9987                                                              | Kinzerplatz 19 Standort KG: Donaufeld                                      | Der Pfarrhof wurde 1911 von Karl Troll und Johann Stoppel erbaut. Die zurückschwingende Fassade ist in Formen des Heimatstils rhythmisch gegliedert. An den Rändern befinden sich Erker mit reliefierten Kantstegen, in der Mitte ist das Rundbogentor angeordnet. | BDA-Hist.: Q38185617 Status: § 2a Stand der BDA-Liste: 2025-06-30 Name: Donaufelder Pfarrhof GstNr.: 751/1 |
| ja   | Datei hochladen | Miethaus, Kluger-Hof HERIS-ID: 16181 Objekt-ID: 12438                                                             | Kinzerplatz 24 Standort KG: Donaufeld                                      | Der soziale Wohnbau entstand 1931 durch das Stift Klosterneuburg nach Plänen von Franz Amlacher. Namensgeber war Abt Joseph Kluger. | BDA-Hist.: Q37809433 Status: § 2a Stand der BDA-Liste: 2025-06-30 Name: Miethaus, Kluger-Hof GstNr.: 497/22 |
| ja   | Datei hochladen | Wohnhaus der Unfallversicherungsanstalt für Niederösterreich HERIS-ID: 16186 Objekt-ID: 12443 Wiener Wohnen: 1452 | Leopoldauer Straße 79–81 Standort KG: Donaufeld                            | Die frühe nicht-kommunale Arbeiterwohnhausanlage wurde von 1900 bis 1907 nach Plänen der Architekten Theodor Bach und Leopold Simony erbaut. Der Wohnblock umschließt einen weiten begrünten rechteckigen Hof. Die Sichtziegelwände sind durch Putzbänderung gestaltet, die Fassade zur Leopoldauer Straße wird durch Schopfwalme rhythmisiert. | BDA-Hist.: Q37809522 Status: § 2a Stand der BDA-Liste: 2025-06-30 Name: Wohnhaus der Unfallversicherungsanstalt für Niederösterreich GstNr.: 1406/1 |
| ja   | Datei hochladen | Ehemaliges Dorotheum HERIS-ID: 24200 Objekt-ID: 20577                                                             | Pitkagasse 4 Standort KG: Donaufeld                                        | Eugen Kastner und Fritz Waage schufen 1931–1933 den fünf- bis siebengeschoßigen Bau in Formen des Internationalen Stils. Die originalen sechsteiligen Eisensprossenfenster, die Türen und Gitter sind großteils erhalten. | BDA-Hist.: Q37882851 Status: Bescheid Stand der BDA-Liste: 2025-06-30 Name: Ehemaliges Dorotheum GstNr.: 1508/12 |
| ja   | Datei hochladen | Wohnhausanlage der Gemeinde Wien HERIS-ID: 21839 Objekt-ID: 18163 Wiener Wohnen: 1481                             | Werndlgasse 14-18 Standort KG: Donaufeld                                   | Dieser Bau bildet mit demjenigen gegenüber (Werndlgasse 11-19) eine Einheit und wurde 1931/32 von Heinrich Schmid und Hermann Aichinger erbaut. Er ist – entgegen den früheren Bauten der Architekten – in betont sachlichen Formen gehalten. | BDA-Hist.: Q37865221 Status: § 2a Stand der BDA-Liste: 2025-06-30 Name: Wohnhausanlage der Gemeinde Wien GstNr.: 1508/38 Werndlgasse 14, Floridsdorf |
| ja   | Datei hochladen | Bezirksamt Floridsdorf HERIS-ID: 16184 Objekt-ID: 12441                                                           | Am Spitz 1 Standort KG: Floridsdorf                                        | Das Amtshaus in barockklassizistischen Formen wurde 1901 bis 1903 – noch als Rathaus der Gemeinde Floridsdorf – nach Plänen von Anton und Josef Drexler erbaut. | BDA-Hist.: Q1550309 Status: § 2a Stand der BDA-Liste: 2025-06-30 Name: Bezirksamt Floridsdorf GstNr.: 366/1 Floridsdorf district office |
| ja   | Datei hochladen | Ehemalige Floridsdorfer Gemeindesparkasse HERIS-ID: 25497 Objekt-ID: 21925                                        | Am Spitz 11 Standort KG: Floridsdorf                                       | Der zweigeschoßige Bau in manieristischen Formen entstand 1884 nach Plänen des Stadtbaumeisters Alois Frömml für die Floridsdorfer Gemeindesparkasse. 1971–1974 erfolgte ein Umbau und ein Erweiterungsbau durch Friedrich Kurrent und Johannes Spalt. | BDA-Hist.: Q37894330 Status: Bescheid Stand der BDA-Liste: 2025-06-30 Name: Ehemalige Floridsdorfer Gemeindesparkasse GstNr.: 436, 437 Former Floridsdorfer Gemeindesparkasse, Am Spitz 11 |
| ja   | Datei hochladen | Abwasserpumpwerk der Stadt Wien HERIS-ID: 113780 Objekt-ID: 132151seit 2021                                       | bei Floridsdorfer Hauptstraße 1A Standort KG: Floridsdorf                  | Das Abwasserpumpwerk wurde 1937 von Franz Wiesmann erbaut. Anmerkung: Identadresse Fännergasse 2 | BDA-Hist.: Q104661473 Status: Bescheid Stand der BDA-Liste: 2025-06-30 Name: Abwasserpumpwerk der Stadt Wien GstNr.: 502/4 |
| ja   | Datei hochladen | Sonderschule HERIS-ID: 110232 Objekt-ID: 127912                                                                   | Franklinstraße 27–33 Standort KG: Floridsdorf                              | Die Schule wurde 1961 nach Plänen des Architekten Wilhelm Schütte erbaut. Die Klassenzimmer sind so angeordnet, dass Belichtung von beiden Seiten erfolgt, einerseits über die Fenster der Außenwand, wobei die Lichteinstrahlung durch die auskragende Loggienplatte gemildert ist, und andererseits über das Fensterband in der Gangaußenwand und die verglaste Gangtrennwand. Durch eine Faltwand können die im Erdgeschoß gelegenen Klassenzimmer geöffnet und zur Freiluftklasse umgewandelt werden. | BDA-Hist.: Q37817741 Status: § 2a Stand der BDA-Liste: 2025-06-30 Name: Sonderschule GstNr.: 201/1 |
| ja   | Datei hochladen | Kath. Pfarrkirche hl. Josef HERIS-ID: 16183 Objekt-ID: 12440                                                      | Pius-Parsch-Platz 3 Standort KG: Floridsdorf                               | Die Kirche wurde von 1936 bis 1938 nach den Plänen des Architekten Robert Kramreiter errichtet. | BDA-Hist.: Q2082625 Status: § 2a Stand der BDA-Liste: 2025-06-30 Name: Kath. Pfarrkirche hl. Josef GstNr.: 19/3 Pfarrkirche Floridsdorf |
| ja   | Datei hochladen | Pfarrkirche zum hl. Karl Borromäus, Wallfahrtskirche Klein Maria Taferl HERIS-ID: 16180 Objekt-ID: 12437          | bei Amtsstraße 28 Standort KG: Großjedlersdorf I                           | Die spätbarock-josephinische schlichte Saalkirche wurde nach dem Brand des hölzernen Vorgängerbaus 1748 erbaut und 1765 erweitert. Nach teilweiser Zerstörung im Fünften Koalitionskrieg 1809 wurde sie 1812–1822 wiederhergestellt. | BDA-Hist.: Q2082660 Status: Bescheid Stand der BDA-Liste: 2025-06-30 Name: Pfarrkirche zum hl. Karl Borromäus, Wallfahrtskirche Klein Maria Taferl GstNr.: 111 Pfarrkirche Groß-Jedlersdorf |
| ja   | Datei hochladen | Bildstock Trillerkreuz HERIS-ID: 21863 Objekt-ID: 18188                                                           | bei Brünner Straße 95 Standort KG: Großjedlersdorf I                       | Der reliefierte Bildstock entstand vor 1660. Der Vierkantpfeiler mit Rautenmuster zeigt an der Stirnseite das Schweißtuch der Veronika sowie die Leidenswerkzeuge Christi; am Aufsatz befinden sich in Rundbogenfeldern Darstellungen der Kreuzigung, Christus am Ölberg und der Schmerzensreichen Muttergottes. Die Rückseite trägt eine Stifterinschrift (Andreas Triller und Gemahlin). | BDA-Hist.: Q19971503 Status: § 2a Stand der BDA-Liste: 2025-06-30 Name: Bildstock Trillerkreuz GstNr.: 1547/3 Trillerkreuz |
| ja   | Datei hochladen | Wohnhausanlage der Gemeinde Wien HERIS-ID: 4171 Objekt-ID: 9 Wiener Wohnen: 1458                                  | Brünner Straße 130–134 Standort KG: Großjedlersdorf I                      | Identadresse Edergasse 4–10. Dieser Bau wurde 1924/25 von Konstantin Peller, Adolf Stöckl und Karl Julius Stoik errichtet. Mit seinen Erkern, Spitzgiebeln und Putzornamenten ist er gestalterisch sehr konservativ. Er ist bis in Details nach demselben Muster gebaut wie die von denselben Architekten stammenden Gemeindebauten in der Berzeliusgasse 9–13, der Carrogasse 1–5, sowie die teilweise schon vor dem Ersten Weltkrieg gebauten Wohnhäusern für die Arbeiter des Leopoldauer Gaswerks. Hauptmerkmal des Baus ist die markante rote Färbung. | BDA-Hist.: Q38144020 Status: § 2a Stand der BDA-Liste: 2025-06-30 Name: Wohnhausanlage der Gemeinde Wien GstNr.: 595/2 Wohnhausanlage Brünner Straße 130-134 |
| ja   | Datei hochladen | Schule der Stadt Wien HERIS-ID: 25490 Objekt-ID: 21918                                                            | Brünner Straße 139 Standort KG: Großjedlersdorf I                          | Das Schulgebäude entstand 1906 durch das Stadtbauamt als dreigeschoßiger Ständerbau mit Walmdach und einem Uhrturmaufsatz. Der breite Mittelrisalit zeigt Reliefdekor; über dem Tor ist ein Schutzengel in Form eines Mosaiks dargestellt. | BDA-Hist.: Q37894237 Status: § 2a Stand der BDA-Liste: 2025-06-30 Name: Schule der Stadt Wien GstNr.: 132/3 Volksschule Brünner Straße 139 |
| ja   | Datei hochladen | Wohnhausanlage der Gemeinde Wien HERIS-ID: 4173 Objekt-ID: 11 Wiener Wohnen: 1466                                 | Carrogasse 1–5 Standort KG: Großjedlersdorf I                              | Der Bau Carrogasse 1–5, der sich über mehrere Höfe zwischen Justgasse, Osergasse und Carrogasse erstreckt, wurde 1925–1926 errichtet. Als Architekten scheinen Konstantin Peller, Adolf Stöckl und Karl Julius Stoik auf. Er folgt demselben Muster wie der Bau Brünner Straße 130-134. Anmerkung: Identadressen Berzeliusgasse 8, Berzeliusplatz 3-6, Justgasse 2-4, Osergasse 1 | BDA-Hist.: Q37765097 Status: § 2a Stand der BDA-Liste: 2025-06-30 Name: Wohnhausanlage der Gemeinde Wien GstNr.: 595/4 Carrogasse 1-5 |
| ja   | Datei hochladen | Wohnhausanlage der Gemeinde Wien HERIS-ID: 4172 Objekt-ID: 10 Wiener Wohnen: 1462                                 | Edergasse 6–10 Standort KG: Großjedlersdorf I                              | Dieser Bau wurde wie die meisten Häuser in der Gasse 1924/25 von Konstantin Peller, Adolf Stöckl und Karl Julius Stoik errichtet. | BDA-Hist.: Q37712438 Status: § 2a Stand der BDA-Liste: 2025-06-30 Name: Wohnhausanlage der Gemeinde Wien GstNr.: 595/3 |
| ja   | Datei hochladen | Wohnhausanlage der Gemeinde Wien HERIS-ID: 4176 Objekt-ID: 14 Wiener Wohnen: 1487                                 | Justgasse 6–14 Standort KG: Großjedlersdorf I                              | Dieser Bau wurde 1950/51 von Wilhelm Kaiser und Rudolf Kolowrath erbaut. Der schlichte, geschlossene Bau wird durch das Aufbrechen der Ecken zur Hauptfassade aufgelockert. Dort befindet sich jeweils der Eingang zum Hof, von dem aus die Stiegen erreichbar sind. An zwei Wänden sind Sgraffitowandbilder mit dem Titel Glückliche Menschen in neuen Häusern von Rudolf Eisenmenger zu sehen. | BDA-Hist.: Q37840931 Status: § 2a Stand der BDA-Liste: 2025-06-30 Name: Wohnhausanlage der Gemeinde Wien GstNr.: 595/19 Wohnhausanlage Justgasse 6-14 |
| ja   | Datei hochladen | Wohnhausanlage der Gemeinde Wien HERIS-ID: 4174 Objekt-ID: 12 Wiener Wohnen: 1459                                 | Justgasse 9–17 Standort KG: Großjedlersdorf I                              | Der langgestreckte Bau entlang der Justgasse wurde von 1923 bis 1924 nach den Entwürfen von Konstantin Peller, Adolf Stöckl und Karl Julius Stoik gebaut. Auffällig ist die Fassadengliederung mit Trapez-Erkern und breiten Rundbogenfenstern. Nach demselben Muster wurde der Bau Justgasse 19-27 errichtet. | BDA-Hist.: Q37797476 Status: § 2a Stand der BDA-Liste: 2025-06-30 Name: Wohnhausanlage der Gemeinde Wien GstNr.: 593/14 Justgasse 9-17 |
| ja   | Datei hochladen | Wohnhausanlage der Gemeinde Wien HERIS-ID: 4175 Objekt-ID: 13 Wiener Wohnen: 1459                                 | Justgasse 19–27 Standort KG: Großjedlersdorf I                             | Dieser Bau wurde 1923/24 nach Plänen der Architekten Konstantin Peller, Adolf Stöckl sowie Karl Julius Stoik errichtet und bildet mit dem Bau Justgasse 9–17 eine gestalterische Einheit. | BDA-Hist.: Q37827927 Status: § 2a Stand der BDA-Liste: 2025-06-30 Name: Wohnhausanlage der Gemeinde Wien GstNr.: 595/204 Justgasse 19-27 |
| ja   | Datei hochladen | Schule der Stadt Wien HERIS-ID: 24202 Objekt-ID: 20579                                                            | Reisgasse 1 Standort KG: Großjedlersdorf I                                 | Die Hauptschule wurde 1911 erbaut. Der Ständerbau ist schlicht gegliedert; eine Hoffront weist Bogenfensterarkaturen auf. 1965/66 errichtete Carl Appel entlang der Berzeliusgasse einen Anbau für eine Volksschule. | BDA-Hist.: Q37882869 Status: § 2a Stand der BDA-Liste: 2025-06-30 Name: Schule der Stadt Wien GstNr.: 600/5 |
| ja   | Datei hochladen | Wohnsiedlung Siemensstraße, Franz-Schuster-Wohnsiedlung HERIS-ID: 12954 Objekt-ID: 9120 Wiener Wohnen: 1488       | Siemensstraße 21–55 Standort KG: Großjedlersdorf I                         | Der zwischen 1950 und 1954 erbaute langgezogene Komplex liegt zwischen Siemensstraße und Wankeläckergasse. Die Siedlung wurde nach dem planenden Architekten Franz Schuster benannt. | BDA-Hist.: Q38149907 Status: Bescheid Stand der BDA-Liste: 2025-06-30 Name: Wohnsiedlung Siemensstraße, Franz Schuster Wohnsiedlung GstNr.: 595/37, 595/38, 595/39, 595/40, 595/41, 595/42, 595/44, 595/45, 595/46, 595/64-136, 595/138, 595/139, 595/140, 595/141, 595/142, 595/143, 595/144, 595/145, 595/146, 595/147, 595/148, 595/149, 595/150, 595/151, 595/152, 595/153, 595/154, 595/155-176, 595/43, 595/137, 595/15, 595/16, 595/25, 595/26, 595/27, 595/28, 595/29, 595/30, 595/31, 595/32, 595/33, 595/34, 595/35, 595/36 Siemensstraße 21-55, Vienna |
| ja   | Datei hochladen | Mazedonisch-orthodoxe Kirche, ehemalige kath. Seelsorgestation hl. Rafael HERIS-ID: 5921 Objekt-ID: 1795          | Siemensstraße 26 Standort KG: Großjedlersdorf I                            | Für diesen Doppelbau, den er in den Jahren von 1963/64 errichtete, wurde Ottokar Uhl mit dem Österreichischen Staatspreis für Architektur ausgezeichnet. Auftraggeber war die röm.-kath. Kirche, die um 2008/9 den Komplex an eine Mazedonisch-Orthodoxe Kirchengemeinde verkaufte. | BDA-Hist.: Q1712059 Status: § 2a Stand der BDA-Liste: 2025-06-30 Name: Kath. Pfarrkirche hl. Rafael (Mazedonisch-Orthodoxe Kirche) GstNr.: 614/5 Seelsorgestation St. Rafael |
| ja   | Datei hochladen | Wohnhausanlage der Gemeinde Wien, Schlingerhof HERIS-ID: 25491 Objekt-ID: 21919 Wiener Wohnen: 239                | Brünner Straße 34–38 Standort KG: Großjedlersdorf II                       | Dieser Bau wurde 1924–1926 von Hans Glaser und Karl Scheffel erbaut. Er ist eine große, vielhöfige Anlage, die ihre Hauptfassade zum Floridsdorfer Markt hin hat. Sie weist polygonale Erker, Spitzgiebel und mit einem Uhrturm aus Kupferblech auf, und gehört so auch zu den Gemeindebauten im „romantischen“ Stil. | BDA-Hist.: Q1406728 Status: § 2a Stand der BDA-Liste: 2025-06-30 Name: Wohnhausanlage der Gemeinde Wien, Schlingerhof GstNr.: 314/1 Schlinger-Hof |
| ja   | Datei hochladen | Kindergarten, Jugendhort der Stadt Wien HERIS-ID: 24203 Objekt-ID: 20580                                          | Bunsengasse 8 Standort KG: Großjedlersdorf II                              | Adolf Stöckl errichtete 1910/11 den stattlichen zweigeschoßigen Bau in schlichten Neoempire-Formen mit vielen dekorativen Details, etwa Reliefs spielender Kinder an den Mittelachsen und Hundefiguren auf den Pfeilern des Tors vom Vorgarten zur Straße. | BDA-Hist.: Q37882893 Status: § 2a Stand der BDA-Liste: 2025-06-30 Name: Kindergarten, Jugendhort der Stadt Wien GstNr.: 754/2 Kindergarten, Jugendhort, Bunsengasse 8 |
| ja   | Datei hochladen | Betriebsbahnhof Floridsdorf der Wiener Stadtwerke HERIS-ID: 25501 Objekt-ID: 21929                                | Gerichtsgasse 5 Standort KG: Großjedlersdorf II                            | Die Straßenbahnremise entstand ab 1898. Das viergeschoßige Verwaltungsgebäude mit schlichtem secessionistischem Putzdekor wurde 1910 errichtet. | BDA-Hist.: Q37894353 Status: § 2a Stand der BDA-Liste: 2025-06-30 Name: Betriebsbahnhof Floridsdorf der Wiener Stadtwerke GstNr.: 424 Betriebsbahnhof Floridsdorf |
| ja   | Datei hochladen | Kommunaler Wohnbau, Karl-Seitz-Hof, Gartenstadt Jedlesee HERIS-ID: 24197 Objekt-ID: 20574 Wiener Wohnen: 241      | Jedleseer Straße 66–94 Standort KG: Großjedlersdorf II                     | Die Anlage wurde 1926–1931 von Hubert Gessner erbaut. Er besteht aus einer weiten Fläche mit gartenstadtartigen Elementen und einem Zentralbau, der ehrenhofartig zur Jedleseer Straße hin konkav geschwungen ist und einen Ehrenhof (den Karl-Seitz-Platz) bildet. Ein markantes Element ist der neungeschoßige Uhrturm. An den mächtigen Rundbogentoren befinden sich Säulen, die ebenso wie die Pfeiler in den Innenhöfen aufwändig mit Majolika geschmückt sind. Vor dem Hauptportal befindet sich eine Büste Karl Seitz’ von Gustinus Ambrosi. | BDA-Hist.: Q1730147 Status: § 2a Stand der BDA-Liste: 2025-06-30 Name: Wohnhausanlage der Gemeinde Wien, Karl-Seitz-Hof, Gartenstadt Jedlesee GstNr.: 607/1 Karl-Seitz-Hof |
| ja   | Datei hochladen | Wasserturm der ehemaligen Firma Clayton & Shuttleworth HERIS-ID: 26410 Objekt-ID: 22883                           | Louis-Häfliger-Gasse 12 Obj. 36 Standort KG: Großjedlersdorf II            | Der Wasserturm ist der einzige erhaltene Teil der weitläufigen Fabrik der Landmaschinenerzeugung Clayton & Shuttleworth, die 1903–1905 durch Wilhelm Schimitzek und Franz Anderle errichtet wurde. Der Turm ist ein frühes Beispiel für die Übernahme secessionistischer Formen im Industriebau. | BDA-Hist.: Q59157860 Status: Bescheid Stand der BDA-Liste: 2025-06-30 Name: Wasserturm der ehemaligen Firma Clayton & Shuttleworth GstNr.: 1157/38 Clayton & Shuttleworth plant Vienna |
| ja   | Datei hochladen | Wohnhausanlage der Gemeinde Wien, Beethoven-Hof HERIS-ID: 24198 Objekt-ID: 20575 Wiener Wohnen: 1476              | O’Brien-Gasse 26–30 Standort KG: Großjedlersdorf II                        | Der Gemeindebau wurde 1930/31 errichtet. Er besteht aus zwei Teilen, zwischen denen sich ein Innenhof befindet. Der Teil in der O’Brien-Gasse 26-30 stammt von Franz Zabza, die Eckverbauung im Bereich Helmholtzgasse 2/Voltastraße 45–51 wurde von Otto Nadel geplant. 2020 wurde der Bau aufgrund der Nähe zum Sommersitz der Gräfin Erdődy, in dem Ludwig van Beethoven öfter verkehrte, Beethoven-Hof benannt. | BDA-Hist.: Q37882830 Status: § 2a Stand der BDA-Liste: 2025-06-30 Name: Wohnhausanlage der Gemeinde Wien GstNr.: 648 Beethoven-Hof |
| ja   | Datei hochladen | Georg-Weissel-Denkmal HERIS-ID: 66105 Objekt-ID: 78978                                                            | bei Prager Straße 18A Standort KG: Großjedlersdorf II                      | Das 1964 von Karl Nieschlag geschaffene Denkmal erinnert an Georg Weissel, der als Mitglied des Republikanischen Schutzbundes nach dem Februaraufstand 1934 hingerichtet wurde. | BDA-Hist.: Q38112469 Status: Bescheid Stand der BDA-Liste: 2025-06-30 Name: Georg Weissel-Denkmal GstNr.: 438/1 |
| ja   | Datei hochladen | Bezirksmuseum Floridsdorf, ehem. Mautner-Markhof-Schlössl HERIS-ID: 5279 Objekt-ID: 1141                          | Prager Straße 33 Standort KG: Großjedlersdorf II                           | Der kubische zweigeschoßige Bau mit Walmdach und reduziertem Dekor in neobarocken Formen entstand 1908/09 als Fabrikantenvilla mit Wirtschaftshof (Architekt: Friedrich Dietz von Weidenberg) und wurde 1925, 1932 und 1959 durch Zubauten erweitert. es beherbergt nunmehr das Bezirksmuseum Floridsdorf. | BDA-Hist.: Q110102038 Status: § 2a Stand der BDA-Liste: 2025-06-30 Name: Bezirksmuseum Floridsdorf, ehem. Mautner-Markhof-Schlössl GstNr.: 662 Mautner-Markhof-Schlössl |
| ja   | Datei hochladen | Wohnhausanlage der Gemeinde Wien HERIS-ID: 25496 Objekt-ID: 21924 Wiener Wohnen: 1464                             | Prager Straße 56–58 Standort KG: Großjedlersdorf II                        | Erbaut wurde die Anlage 1925 nach Entwürfen der Architekten Felix Augenfeld, Karl Hofmann und Hans Adolf Vetter. Der in mehrere Teile gegliederte Gebäudekomplex erstreckt sich von der Pragerstraße zur Koloniestraße. | BDA-Hist.: Q37894318 Status: § 2a Stand der BDA-Liste: 2025-06-30 Name: Wohnhausanlage der Gemeinde Wien GstNr.: 869/4 Pragerstraße 56-58, Floridsdorf |
| ja   | Datei hochladen | Wohnhausanlage, Werndlhof HERIS-ID: 21840 Objekt-ID: 18164 Wiener Wohnen: 1478                                    | Werndlgasse 11–19 Standort KG: Großjedlersdorf II                          | Dieser Bau bildet mit demjenigen gegenüber der Straße (Werndlgasse 14) eine Einheit und wurde 1931/32 von Heinrich Schmid und Hermann Aichinger erbaut. Er ist in entgegen den früheren Bauten der Architekten in betont sachlichen Formen gehalten. | BDA-Hist.: Q37865238 Status: Bescheid Stand der BDA-Liste: 2025-06-30 Name: Wohnhausanlage, Werndlhof GstNr.: 291/35 |
| ja   | Datei hochladen | Ehemaliges Erdődy-Landgut, Beethoven-Gedenkstätte HERIS-ID: 25503 Objekt-ID: 21931                                | Jeneweingasse 17 Standort KG: Jedlesee                                     | Das ehemalige Landgut wurde 1795 erbaut und nach einem Brand 1863 umgebaut. Es ist ein schlicht gegliederter eingeschoßiger Bau mit Walmdach und einem Mittelrisaliten. Die gerade verdachten Fenster weisen Schabrackenparapete auf. Eine Gedenktafel an Beethoven aus dem Jahr 1927 von Oskar Icha ist am Haus angebracht. | BDA-Hist.: Q1349612 Status: Bescheid Stand der BDA-Liste: 2025-06-30 Name: Ehem. Erdödy-Landgut, Beethoven-Wohnhaus GstNr.: 145 Erdödy-Landgut Jedlesee |
| ja   | Datei hochladen | Pfarr- und Wallfahrtskirche Maria Loretto HERIS-ID: 13777 Objekt-ID: 9988                                         | Lorettoplatz Standort KG: Jedlesee                                         | Die spätbarock-josephinische Saalkirche entstand ab 1713. Die in diesem Jahr geweihte Maria-Loretto-Kapelle wurde nach Errichtung des Langhauses 1779 als Chor einbezogen. 1877 wurde die Kirche nach Westen erweitert, 1885 durch Stadtbaumeister Adolf Wengritzki der Turm errichtet. | BDA-Hist.: Q1895551 Status: Bescheid Stand der BDA-Liste: 2025-06-30 Name: Pfarr- und Wallfahrtskirche Maria Loretto GstNr.: 1/1 Maria-Loretto-Kirche (Jedlesee) |
| ja   | Datei hochladen | Ehemaliges Herrschaftshaus, Klosterneuburgerhof HERIS-ID: 25504 Objekt-ID: 21932                                  | Lorettoplatz 5 Standort KG: Jedlesee                                       | Das Herrschaftshaus Jedlesee wurde Ende des 17. Jahrhunderts unter Einbeziehung älterer Teile erbaut. Es ist ein eingeschoßiger, ursprünglich symmetrisch angelegter Bau mit Pilaster- und Rahmengliederung. Die östliche Einfahrt ist mit Büsten- und Zapfenaufsätzen gegliedert, ein seitlich eingemauerter Doppeladler ist mit 1762 bezeichnet. | BDA-Hist.: Q1686167 Status: § 2a Stand der BDA-Liste: 2025-06-30 Name: Ehemaliges Herrschaftshaus, Klosterneuburgerhof GstNr.: 5 Jedleseer Herrschaftshaus |
| ja   | Datei hochladen | Schule der Stadt Wien HERIS-ID: 5924 Objekt-ID: 1798                                                              | Schillgasse 31 Standort KG: Jedlesee                                       | Die 1912/13 errichtete zwei- bis dreigeschoßige Anlage weist schlichte, großzügig verglaste Fronten sowie dekorative Portalverdachungen und Gitter auf. | BDA-Hist.: Q37864072 Status: § 2a Stand der BDA-Liste: 2025-06-30 Name: Schule der Stadt Wien GstNr.: 652/6 Volksschule Schillgasse |
| ja   | Datei hochladen | Schule der Stadt Wien HERIS-ID: 23688 Objekt-ID: 20050                                                            | Aderklaaer Straße 2 Standort KG: Leopoldau                                 | Die Schule wurde 1937 durch das Stadtbauamt in Formen des Internationalen Stils erbaut. | BDA-Hist.: Q37878268 Status: § 2a Stand der BDA-Liste: 2025-06-30 Name: Schule der Stadt Wien GstNr.: 175/4 |
| ja   | Datei hochladen | Kath. Pfarrkirche Heiliges Kreuz mit Pfarrzentrum (Großfeldsiedlung) HERIS-ID: 207486seit 2023                    | Dominik-Wölfel-Gasse 17 Standort KG: Leopoldau                             | Die oktogonale Kirche aus Sichtbeton wurde 1971–1975 von Hannes Lintl errichtet. An die Kirche sind ein Pfarrhaus und ein Ordenshaus der Kreuzherren angebaut. | BDA-Hist.: Q1594980 Status: Bescheid Stand der BDA-Liste: 2025-06-30 Name: Kath. Pfarrkirche Heiliges Kreuz mit Pfarrzentrum (Großfeldsiedlung) GstNr.: 2242/95 Heilig-Kreuz-Kirche (Wien) |
| ja   | Datei hochladen | Figur hl. Johannes Nepomuk HERIS-ID: 21862 Objekt-ID: 18187                                                       | Leopoldauer Platz Standort KG: Leopoldau                                   | Der hl. Johannes Nepomuk trägt ein Kreuz in beiden Händen und steht auf einem Sockel in einer barocken brunnenartigen Einfassung mit vegetabilem Muster und Eckvoluten. | BDA-Hist.: Q37865432 Status: § 2a Stand der BDA-Liste: 2025-06-30 Name: Figur hl. Johannes Nepomuk GstNr.: 2335/17 Johannes Nepomuk, Leopoldauer Platz |
| ja   | Datei hochladen | Kath. Pfarrkirche hl. Maria im Elend HERIS-ID: 25495 Objekt-ID: 21923                                             | Leopoldauer Platz Standort KG: Leopoldau                                   | Diese langgezogene barocke Saalkirche hat einen gotischen Kern. Sie wurde 1438 urkundlich erwähnt und geht auf eine ältere Kapelle zurück. Nach Beschädigungen 1683 wurde die Kirche bis 1696 umgebaut. Das steil proportionierte Langhaus unter einem Satteldach ist schlicht mit Lisenen und Rundbogenfenstern gegliedert; das kleine Rechteckportal ist mit einem Sprenggiebel bekrönt. Der im Chorwinkel halb eingestellte Turm hat einen Doppelzwiebelhelm. Der niedrigere polygonal geschlossene Chor weist ein Kreuzgratgewölbe auf. Der Entwurf des Hochaltars stammt von Matthias Steinl. | BDA-Hist.: Q1409578 Status: § 2a Stand der BDA-Liste: 2025-06-30 Name: Kath. Pfarrkirche hl. Maria im Elend GstNr.: 1 Maria-im-Elend-Kirche (Leopoldau) |
| ja   | Datei hochladen | Pfarrhof Leopoldau HERIS-ID: 5923 Objekt-ID: 1797                                                                 | Leopoldauer Platz 12 Standort KG: Leopoldau                                | Der Pfarrhof wurde 1677 nach dem Brand eines Hofes errichtet, der seit 1311 im Besitz des Stiftes Klosterneuburg stand. Die U-förmige Anlage besteht aus einem zweigeschoßigen Straßentrakt sowie eingeschoßigen Wirtschaftsgebäuden und ist gartenseitig durch eine Mauer mit Mitteltor abgeschlossen. Der langgestreckte dreiteilige Haupttrakt wird durch ein durchgehendes Kordongesims zusammengefasst; der Mittelteil wird durch die erhöhte Trauf- und Firstlinie sowie hochgezogene Feuergiebelmauern betont. Das rundbogige Durchfahrtsportal in der Mittelachse trägt die Jahreszahl 1677 und im Keilstein das Wappen von Prälat Adam Scharrer. Gartenseitig schließt an den Haupttrakt je ein langer Wirtschaftstrakt an, der durch einen zweigeschoßigen Speicherbau abgeschlossen wird. | BDA-Hist.: Q37864056 Status: § 2a Stand der BDA-Liste: 2025-06-30 Name: Pfarrhof Leopoldau GstNr.: 52/1 Pfarrhof Leopoldau |
| ja   | Datei hochladen | Feuerwache Leopoldau HERIS-ID: 26413 Objekt-ID: 22886                                                             | Leopoldauer Platz 94 Standort KG: Leopoldau                                | Der Bau stammt aus der Zwischenkriegszeit. | BDA-Hist.: Q1292635 Status: § 2a Stand der BDA-Liste: 2025-06-30 Name: Feuerwache Leopoldau GstNr.: 110/2 Feuerwache Leopoldau |
| ja   | Datei hochladen | Gaswerk Leopoldau HERIS-ID: 24830 Objekt-ID: 21239                                                                | Pfendlergasse 1 Standort KG: Leopoldau                                     | Neben dem Simmeringer Gaswerk war das Gaswerk Leopoldau die größte Gaswerkanlage Wiens. Es wurde 1909–1912 erbaut und war bis in die 1980er-Jahre in Betrieb. Aus der Bauzeit ist noch ein Ensemble von Verwaltungs-, Wohn- und Lagergebäuden erhalten, die Anklänge an den Heimatstil aufweisen und einer Villen- oder Schlosstypologie entsprechen. Die meisten dieser Bauten werden in das entstehende Stadtviertel Neu Leopoldau integriert. | BDA-Hist.: Q106585610 Status: Bescheid Stand der BDA-Liste: 2025-06-30 Name: Gaswerk Leopoldau GstNr.: 1643/5, 1643/7, 1643/10, 1643/12, 1643/42, 1643/51, 1643/55, 1643/56, 1643/57, 1643/64, 1643/69 Gebäudeensemble Gaswerk Leopoldau |
| ja   | Datei hochladen | Jüdischer Friedhof HERIS-ID: 5281 Objekt-ID: 1143                                                                 | Ruthnergasse 24 Standort KG: Leopoldau                                     | Der Jüdische Friedhof Floridsdorf wurde 1877 errichtet und war das Anfangsprojekt der örtlichen Israelitischen Kultusgemeinde. | BDA-Hist.: Q1273681 Status: § 2a Stand der BDA-Liste: 2025-06-30 Name: Jüdischer Friedhof GstNr.: 1487/1, 1487/2, 1487/3 Jüdischer Friedhof Floridsdorf |
| ja   | Datei hochladen | Bildstock HERIS-ID: 26929 Objekt-ID: 23436                                                                        | bei Siemensstraße 165 Standort KG: Leopoldau                               | Das so genannte „Kugelkreuz“ – ein Bildstock mit einem Nischenaufsatz auf einer gebauchten Säule – wurde 1679/80 angeblich über einem Pestgrab errichtet. | BDA-Hist.: Q37905955 Status: § 2a Stand der BDA-Liste: 2025-06-30 Name: Bildstock GstNr.: 1300/1 Kugelkreuz, Siemensstraße 167, Floridsdorf |
| ja   | Datei hochladen | Emmauskapelle HERIS-ID: 26411 Objekt-ID: 22884                                                                    | Schlossergasse Standort KG: Schwarze Lackenau                              | Die Kapelle mit Giebelfront und Apsis wurde ursprünglich 1714 an der Poststraße nach Langenzersdorf errichtet, stand später in der Scheydgasse und wurde 1972 am jetzigen Standort aufgestellt. | BDA-Hist.: Q37901696 Status: § 2a Stand der BDA-Liste: 2025-06-30 Name: Emmauskapelle GstNr.: 24 Scheydkapelle |
| ja   | Datei hochladen | O’Brien-Denkmal HERIS-ID: 25494 Objekt-ID: 21922                                                                  | gegenüber Überfuhrstraße 15 Standort KG: Schwarze Lackenau                 | Das 1909 von A. Weinguni geschaffene Denkmal für Generalmajor Johann von O’Brien in Form eines Obelisken mit einem bronzenen Porträtrelief und einer Adlerfigur als Krönung erinnert an seinen Sieg gegen napoleonische Truppen im Gefecht in der Schwarzlackenau am 13. Mai 1809. | BDA-Hist.: Q20668055 Status: § 2a Stand der BDA-Liste: 2025-06-30 Name: O’Brien-Denkmal GstNr.: 33/1 O'Brien-Denkmal |
| ja   | Datei hochladen | Heizhaus Bahnhof Stammersdorf (Lokschuppen, Wasserturm und Wohntrakt) HERIS-ID: 111411 Objekt-ID: 129244          | gegenüber Brünner Straße 238 Standort KG: Stammersdorf                     | Das Heizhaus Stammersdorf aus dem Jahr 1913 ist im Stil eines Fachwerkhauses erbaut. | BDA-Hist.: Q1601439 Status: Bescheid Stand der BDA-Liste: 2025-06-30 Name: Heizhaus Bahnhof Stammersdorf (Lockschuppen, Wasserturm und Wohntrakt) GstNr.: 2789/12 Heizhaus Bahnhof Stammersdorf |
| ja   | Datei hochladen | Ecce homo, Schmerzensmann HERIS-ID: 25492 Objekt-ID: 21920                                                        | gegenüber Brünner Straße 315 Standort KG: Stammersdorf                     | Eine Christusfigur mit Dornenkrone und gefesselten Händen auf einem ornamentierten Vierkantpfeiler mit Inschriftenkartuschen über einem schwachen Gesimse, datiert mit 1676. Die Inschriften lauten: „Anno 1673“, „O Mensch Gedenckh mein“, „Zur Ehr Gottes gemacht“ und „Frantz Hieß In Wien“. | BDA-Hist.: Q19971439 Status: § 2a Stand der BDA-Liste: 2025-06-30 Name: Ecce homo, Schmerzensmann GstNr.: 2720 Schmerzensmann Stammersdorf |
| ja   | Datei hochladen | Alte Schanzen in Stammersdorf (Gürtelwerke X, XI, XII und XIII) HERIS-ID: 205269seit 2021                         | bei Brünner Straße 315 Standort siehe Beschreibung KG: Stammersdorf        | Die Schanzen wurden während des Preußisch-Österreichischen Krieges 1866 zur Sicherung Wiens errichtet. Während beider Weltkriege wurden sie teilweise reaktiviert. Die im Fundament noch erhaltenen Werke X–XIII liegen im zentralen Bereich des ehemaligen Festungsgürtels und sind wegen ihres Bewuchses durch Trockenrasen auch als Naturdenkmal geschützt (vgl. Liste der Naturdenkmäler in Wien/Floridsdorf). Die Lage der Schanzen: X, XI, XII, XIII. | BDA-Hist.: Q15106426 Status: Bescheid Stand der BDA-Liste: 2025-06-30 Name: Alte Schanzen in Stammersdorf (Gürtelwerke X, XI, XII und XIII) GstNr.: 1734, 1740/97, 1726/2, 1739/2, 3284 Alte Schanzen (Stammersdorf) |
| ja   | Datei hochladen | Stammersdorfer Pfarrkirche hl. Nikolaus mit Kirchhofanlage HERIS-ID: 24622 Objekt-ID: 21024                       | Clessgasse Standort KG: Stammersdorf                                       | Diese barocke Saalkirche mit hochmittelalterlichem Chorturm und spätmittelalterlichem Chor ist eine ehemalige Wehrkirche, die mit einer nicht mehr bestehenden Burg verbunden war. Das heutige Erscheinungsbild stammt aus dem späten 17. Jahrhundert. Sie hat ein schmales, hohes Langhaus mit querschiffartigen Seitenkapellen und einem geschwungenen Giebel an der Westfassade. Südseitig befinden sich zwei übergiebelte Portalvorbauten. Der spätgotische netzgratgewölbte Chor mit Polygonalschluss dient jetzt als Sakristei. Einrichtung und Wandmalereien stammen größtenteils aus dem 18./19. Jahrhundert. | BDA-Hist.: Q2083230 Status: § 2a Stand der BDA-Liste: 2025-06-30 Name: Stammersdorfer Pfarrkirche hl. Nikolaus mit Kirchhofanlage GstNr.: .55 Pfarrkirche Stammersdorf |
| ja   | Datei hochladen | Kirchhof mit Pestkreuz und Immaculatasäule HERIS-ID: 25502 Objekt-ID: 21930                                       | Clessgasse Standort KG: Stammersdorf                                       | Auf diesem ehemaligen Friedhof der Pfarre befinden sich eine Statue der Maria Immaculata aus der Mitte des 18. Jahrhunderts und einem Bildstock (das Pestkreuz) aus der Zeit um 1600. Es ist ein Vierkantpfeiler an dessen Aufsatz sich Rundbogennischen mit Passionsszenen befinden. | BDA-Hist.: Q37894382 Status: § 2a Stand der BDA-Liste: 2025-06-30 Name: Kirchhof mit Pestkreuz und Immaculatasäule GstNr.: .55 Kirchhof Stammersdorf |
| ja   | Datei hochladen | Bildstock Steinernes Kreuz HERIS-ID: 25493 Objekt-ID: 21921                                                       | bei Krottenhofgasse 211, am Ende der Kellergasse Standort KG: Stammersdorf | Der massive quaderförmige Breitpfeiler mit vier leeren Rundbogennischen und Zeltdach stammt aus dem ersten Viertel des 19. Jahrhunderts. | BDA-Hist.: Q37894284 Status: § 2a Stand der BDA-Liste: 2025-06-30 Name: Bildstock Steinernes Kreuz GstNr.: 2774 |
| ja   | Datei hochladen | Ehemaliges Mesnerhaus, ehemaliges Schulhaus HERIS-ID: 5280 Objekt-ID: 1142                                        | Liebleitnergasse 3 Standort KG: Stammersdorf                               | Das ehemalige Schulhaus ist ein im Kern mittelalterlicher Bau mit Walmdach und schlichter Fassade. | BDA-Hist.: Q37771823 Status: § 2a Stand der BDA-Liste: 2025-06-30 Name: Ehemaliges Mesnerhaus, ehemaliges Schulhaus GstNr.: .56 Mesnerhaus Stammersdorf |
| ja   | Datei hochladen | Sender Bisamberg HERIS-ID: 22352 Objekt-ID: 18683                                                                 | Oskar-Czeija-Gasse Standort KG: Stammersdorf                               | Der Sender wurde 1932/33 erbaut und 1945 teilweise gesprengt. Original erhalten sind noch einige Wohngebäude und Antennenhäuser. Anmerkung: Die beiden markanten Sendemasten wurden am 24. Februar 2010 gesprengt. Das denkmalgeschützte Sendergebäude blieb erhalten. | BDA-Hist.: Q875259 Status: § 2a Stand der BDA-Liste: 2025-06-30 Name: Sender Bisamberg GstNr.: .1104 Sender Bisamberg |
| ja   | Datei hochladen | Jagdhaus Magdalenenhof HERIS-ID: 21866 Objekt-ID: 18191                                                           | Senderstraße 130 Standort KG: Stammersdorf                                 | Die Villa wurde 1911 nach Plänen von Paul Hoppe erbaut. | BDA-Hist.: Q37865479 Status: § 2a Stand der BDA-Liste: 2025-06-30 Name: Jagdhaus Magdalenenhof GstNr.: .838 Villa Magdalenenhof |
| ja   | Datei hochladen | Stammersdorfer Pfarrhof HERIS-ID: 24623 Objekt-ID: 21025                                                          | Stammersdorfer Straße 35 Standort KG: Stammersdorf                         | Das ehemalige Herrenhaus der Stammersdorfer Herrschaft wurde 1470 vom Schottenstift gekauft. Es ist ein im 17. Jahrhundert adaptierter mittelalterlicher Bau. Er weist ein Walmdach und barocke Ortstein- und Putzbandgliederung auf, die reich dekorierten Fenstergitter stammen aus Ende des 18. Jahrhunderts. | BDA-Hist.: Q37885591 Status: § 2a Stand der BDA-Liste: 2025-06-30 Name: Stammersdorfer Pfarrhof GstNr.: .57/1 Stammersdorf Pfarrhof |
| ja   | Datei hochladen | Stammersdorfer Zentralfriedhof HERIS-ID: 24625 Objekt-ID: 21027                                                   | Stammersdorfer Straße 244–260 Standort KG: Stammersdorf                    | Der Stammersdorfer Zentralfriedhof wurde 1902–1903 erbaut und ersetzte die Floridsdorfer Ortsfriedhöfe. 1925 wurde er wesentlich erweitert. Die neugotischen Eingangsbauten (Aufbahrungshalle flankiert von Verwaltungsgebäude und ehem. Leichenhalle, die jetzt als Krematorium dient) stammen von Oskar Mratschek und Alois Frömml. | BDA-Hist.: Q2329575 Status: Bescheid Stand der BDA-Liste: 2025-06-30 Name: Stammersdorfer Zentralfriedhof GstNr.: 984 Stammersdorfer Zentralfriedhof |
| ja   | Datei hochladen | Figurengruppe, Mariensäule mit hll. Donatus, Anna Selbdritt, Josef und Florian HERIS-ID: 21842 Objekt-ID: 18166   | bei Stammersdorfer Straße 35A Standort KG: Stammersdorf                    | Die Gruppe der Heiligen Donatus, Anna Selbdritt, Josef und Florian mit einer Maria Immaculata in der Mitte stammt aus dem Jahr 1775. | BDA-Hist.: Q37865280 Status: § 2a Stand der BDA-Liste: 2025-06-30 Name: Figurengruppe, Mariensäule mit hll. Donatus, Anna Selbdritt, Josef und Florian GstNr.: 2716/15 Figurengruppe Stammersdorf |
| ja   | Datei hochladen | Schloss, Marienheim HERIS-ID: 23689 Objekt-ID: 20051                                                              | Anton-Böck-Gasse 16 Standort KG: Strebersdorf                              | Das ehemalige Schloss geht in seiner heutigen Erscheinungsform auf das zweite Viertel des 19. Jahrhunderts zurück, als es nach einem Brand 1822 erneuert wurde. 1886 kam es an die Schulbrüder. Es ist eine zweigeschoßige U-förmige Anlage mit schlichter Gesimsgliederung und Walmdach. | BDA-Hist.: Q37878280 Status: § 2a Stand der BDA-Liste: 2025-06-30 Name: Schloss, Marienheim GstNr.: .61/1 |
| ja   | Datei hochladen | Klosterkirche hl. Maria Immaculata der Christlichen Schulbrüder HERIS-ID: 25902 Objekt-ID: 22352                  | Anton-Böck-Gasse 14A Standort KG: Strebersdorf                             | Die mit dem Marienheim verbundene Kirche wurde 1887/88 von Richard Jordan erbaut. Es ist eine neugotische Hallenkirche im Sichtziegelstil, die durch Strebepfeiler und Spitzbogenfenster gegliedert ist. Das Satteldach ist am Chor abgewalmt, straßenseitig befindet sich ein Turm mit oktogonalem Spitzhelm. Das Tympanonrelief sowie die Wandmalereien in der Kirche stammen von Josef Kastner. Die Ausstattung ist größtenteils original erhalten. | BDA-Hist.: Q1776427 Status: § 2a Stand der BDA-Liste: 2025-06-30 Name: Klosterkirche hl. Maria Immaculata der Christlichen Schulbrüder GstNr.: .61/2 Klosterkirche Maria Immaculata (Wien) |
| ja   | Datei hochladen | Friedhofskapelle der Schulbrüder HERIS-ID: 21861 Objekt-ID: 18186                                                 | Anton-Haberzeth-Gasse 6 Standort KG: Strebersdorf                          | Im Mai 1911 wurde bei dem von der Gemeindevertretung von Strebersdorf am 21. Dezember 1908 dem Pensionat St. Josef (Schulbrüder) überlassenen Gruftplatz einer Änderung der Ausmaße zugestimmt und die Baubewilligung für die Errichtung einer Kapelle über dieser Gruft erteilt. 1965 wurden die 72 Gräber der Schulbrüder mit neuen schmiedeeisernen Kreuzen und Grabplatten ausgestattet. | BDA-Hist.: Q37865421 Status: Bescheid Stand der BDA-Liste: 2025-06-30 Name: Friedhofskapelle der Schulbrüder GstNr.: 77/2 |
| ja   | Datei hochladen | Wohnhausanlage der Gemeinde Wien HERIS-ID: 5931 Objekt-ID: 1805 Wiener Wohnen: 1471                               | Scheydgasse 3–15 Standort KG: Strebersdorf                                 | Diese Anlage wurde 1928/29 von Hans Sammer und Franz Richter erbaut. Sie besteht aus sieben niedrigen Einzelobjekten, die durch brückenartige Loggien miteinander verbunden sind. | BDA-Hist.: Q37864367 Status: Bescheid Stand der BDA-Liste: 2025-06-30 Name: Wohnhausanlage der Gemeinde Wien GstNr.: 565/6 |
| ja   | Datei hochladen | Feuerwache Strebersdorf HERIS-ID: 16185 Objekt-ID: 12442                                                          | Strebersdorfer Platz 1 Standort KG: Strebersdorf                           | Die Feuerwache Strebersdorf wurde 1928 erbaut. Es ist ein dreigeschoßiges Gebäude mit einem durch Balkone gegliederten dreistöckigen Übungsturm, die unteren Geschoße sind im Sichtziegelstil gehalten. | BDA-Hist.: Q37809509 Status: § 2a Stand der BDA-Liste: 2025-06-30 Name: Feuerwache Strebersdorf GstNr.: .322 Feuerwache Strebersdorf |